# Jiří Havlíček
Pour les articles homonymes, voir Havlíček.
Jiří Havlíček, né le 16 mai 1976 à Ledeč nad Sázavou, est un homme politique et économiste tchèque, membre du Parti social-démocrate tchèque (ČSSD).